# Гурецкас, Йонас Йонович
Йонас Йонович Гурецкас — советский хозяйственный, государственный и политический деятель.

## Биография
Родился в 1928 году в Шяуляе. Член КПСС.
С 1946 года — на хозяйственной, общественной и политической работе. В 1946—2004 гг. — первый секретарь Шяуляйского горкома ЛКСМ Литвы, военнослужащий Советской Армии, заместитель начальника Республиканского управления резерва труда Литовской ССР, второй секретарь Октябрьского райкома КП Литвы города Вильнюса, первый секретарь Советского райкома КП Литвы города Вильнюса, слушатель Заочной Высшей партийной школы при ЦК КПСС в Москве, первый секретарь Клайпедского горкома КП Литвы, секретарь Президиума Верховного Совета Литовской ССР, ответственный секретарь правления Литовской социалистической партии.
Избирался депутатом Верховного Совета Литовской ССР 8-11-го созывов.
Жил в Вильнюсе.